# Francis Gladheim Pease

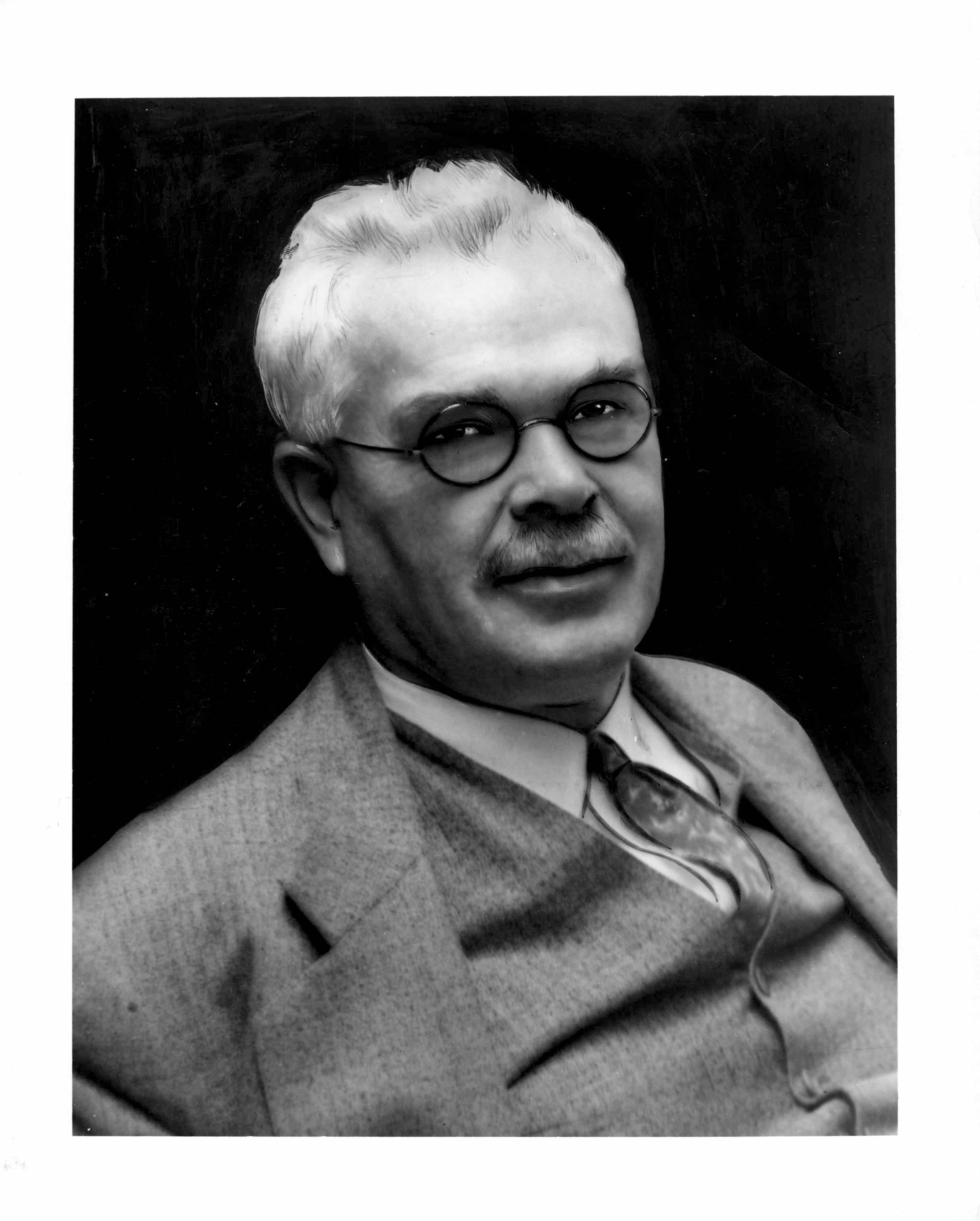
Retrato de Francis G. Pease, por volta de 1930

Francis Gladheim Pease (14 de janeiro de 1881 – 7 de fevereiro de 1938) foi um astrônomo norte-americano.

## Carreira
Pease ingressou no Observatório Yerkes, em Wisconsin, onde atuou como observador e óptico. Nesse período, colaborou com George Willis Ritchey, que projetou alguns dos primeiros grandes telescópios refletores dos Estados Unidos. Em 1908, Pease tornou-se astrônomo e fabricante de instrumentos no Observatório Monte Wilson. Entre seus projetos, destaca-se o telescópio de 254 cm do observatório, além de um interferômetro de 15 m, utilizado para medir diâmetros estelares.
Fotografias de alta qualidade da Lua produzidas por Pease foram usadas por Gene Shoemaker para criar o primeiro mapa geológico lunar.
Pease também foi assistente de longa data de Albert Abraham Michelson. Em 1920, utilizando o interferômetro estelar de Michelson [en] acoplado ao telescópio de 254 cm do Monte Wilson, Michelson e Pease mediram o diâmetro angular da estrela Betelgeuse. A estimativa de 0,047" obtida por eles foi muito próxima da previsão feita por Arthur Stanley Eddington.
Mais tarde, Pease participou do projeto do Telescópio Hale de 508 cm, localizado no Observatório do Monte Palomar. Em 1928, realizou a primeira descoberta de uma nebulosa planetária em um aglomerado globular, posteriormente nomeada Pease 1 [en].

## Legado
A cratera lunar Pease [en] também foi nomeada em sua homenagem, reconhecendo suas contribuições à astronomia.